# Vittorio Gussoni
Vittorio Gussoni (Milano, 18 novembre 1893 – Sanremo, 31 dicembre 1968) è stato un pittore italiano.

## Biografia
Apprese le prime basi del disegno dal padre, si iscrisse all'Accademia di Brera, dove fu allievo di Cesare Tallone prima del conflitto mondiale, e di Ambrogio Alciati dopo.
Sin dagli esordi a Brera e alla Famiglia Artistica nel 1922, fornì prova di un saldo figurativismo connotato da una precisa personalità, non sorda ai richiami del Novecento.
Nel 1922 Gussoni espose per la prima volta alla Biennale di Brera, fu nominato socio onorario dell'Accademia. Nello stesso anno espose alla Famiglia Artistica di Milano l'opera La Spagnola, mentre l'anno successivo, nel 1923, riproponendosi nella stessa manifestazione, presentò varie opere, raffiguranti quasi esclusivamente affascinanti modelle, ad eccezione di un autoritratto. Ancora nel 1923, lo si ritrova alla Permanente di Milano con l'opera Mantilla.
I suoi ritratti riscontrarono una critica favorevole anche all'estero, soprattutto negli Stati Uniti.
È da considerarsi artista completo, non rifugge dal trattare con facilità paesaggi, animali, nature morte, ambientate talvolta su sfondi marinareschi ma si esprime al meglio come pittore di figura. Le figure femminili, sempre sinuose, suadenti, talvolta persino provocanti, hanno di tanto in tanto richiami spagnoleggianti.
Una sua modella, la sua preferita, lo accompagnò negli anni.
Coltivò diverse amicizie sia nel mondo dell'arte che della cultura (Giuseppe di Stefano, Giovanni Barrella, Carlo Dapporto, Carlo Carrà, Aligi Sassu, Orio Vergani)
Molti ritratti ed altri quadri sono in collezioni e gallerie private, un suo autoritratto è esposto alla Galleria degli Uffizi a Firenze.
Nonostante una buona produzione di alta qualità tecnica e cromatismo, sul mercato le più famose Case d'asta trattano i suoi quadri con quotazioni basse.
Gussoni si spense a Sanremo nel 1968, seppur godendo di un certo successo in vita, il vero riconoscimento è avvenuto postumo. Infatti dopo il 2000, vi sono state numerose mostre che hanno teso a valorizzare la sua arte.
Nel 2005 Vittorio Gussoni è stato uno degli artisti scelti dal Comitato Organizzatore della mostra: I° Esposizione Annuale Collettiva delle Arti del Novecento, tenutasi al Chiostro di Voltorre di Gavirate, con il patrocinio della Provincia di Varese e del comune di Gavirate, sostenuto dal Consiglio regionale della Lombardia.
Nel 2007 vi è stata una mostra retrospettiva di Gussoni al Castello Visconteo di Pavia, con il patrocinio della Regione Lombardia.